# Саад аль-Шиб
Саад аль-Шиб (Эш-Шиб, араб. سعد الشیب‎; род. 19 февраля 1990, Доха) — катарский футболист, вратарь. Играет за футбольный клуб «Аль-Садд» и за сборную Катара.

## Клубная карьера
Родился 19 февраля 1990 года в городе Доха. Воспитанник футбольной школы клуба «Аль-Садд». Взрослую футбольную карьеру начал в 2008 году в основной команде того же клуба, цвета которой защищает и поныне. Главным достижением за клуб является победа в Лиге чемпионов АФК 2011.

## Карьера в сборной
В 2008 году дебютировал в официальных матчах в составе национальной сборной Катара.
В составе сборной был участником домашнего Кубка Азии 2011 и Кубка Азии 2015 в Австралии, в обеих континентальных первенствах был резервным голкипером и на поле не выходил. За национальную сборную сыграл около 30 матчей.
Крупнейшим достижением является победа в кубке Азии 2019. Свой первый и единственный гол на этом турнире вратарь пропустил лишь в финальном матче против Японии (3:1), за что был признан лучшим вратарём Кубка Азии.